# 楊屋村 (十八鄉)
楊屋村（英語：Yeung Uk Tsuen）位於香港元朗區十八鄉凹頭，是一條原居民村落，居民以楊氏為主。

## 歷史
楊屋村由弘農楊氏十世祖楊勝舉於約300多年前建立。
楊氏先祖為明朝進士及舉人，其孫楊勝舉在明朝萬曆年間來元朗東頭駐守水門頭，後來被徵召為大明水師，曾參與1521年正德年間的屯門海戰。當時葡萄牙人以進貢名義佔領屯門， 想從屯門海域、東莞、入侵廣州。當時任廣東海道副使的汪鋐，率領大明水師在屯門地區抗擊葡萄牙人 ， 最終明朝戰勝。戰爭後，勝舉祖落藉元朗東頭，而勝舉姪兒學周祖（橫洲楊屋村的開基祖）遷到橫洲從事鹽業為生。當時鹽業是官務，非普通人可以經營。
清朝康熙年間，因遷界令關係，勝舉祖祖屋被拆。但由於宗族威望大、與清政府合作，楊屋村得以「托處邊界」不需内遷，只需搬離沿海，最後楊屋村搬遷到凹頭，社口屯墾，傳嗣二房，綿延後裔至今。
嘉慶年間，楊屋村與元朗附近村落組織成「東頭約」，籌建大王廟，供奉楊侯王和洪聖大王。
20世紀初，來自廣東番禺的楊順球遷居至凹頭楊屋前南面，是為新村。

## 著名建築
- 楊氏宗祠：楊屋村舊村9號。楊氏宗祠的對聯為「關懷鳳夢，西耀龍文」與同宗的橫洲楊屋村學周祖宗祠「關西書室」的對聯「關心讀易， 西圃鋤經」都是以「關、西」作對聯開頭，相信是紀念被尊為弘農楊氏的開基始祖「關西孔子」楊震。而下聯「西耀龍文」的「龍文」，經過多方面的資料搜集，估計與漳州市龍文區的楊氏祖墓與龜山公祠有關連。[1]
- 楊氏家祠：位於楊屋村新村，由楊順球後人於1930年代初建立。1950-60年代曾開辦初小順球學校。[2]
- 楊屋村 86 號、 87 號、88 號：位於楊屋村新村，建於1933年，分別由楊桃壽、楊潤培、楊日培家族所擁有。